# 1972年尼加拉瓜地震

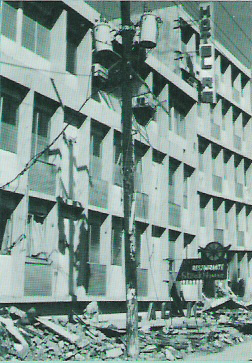
1972年尼加拉瓜地震中受損的建築物

1972年尼加拉瓜地震發生在1972年12月23日，當地時間0時29分，地震强度为6.3MW，震央位於尼加拉瓜首都馬拿瓜附近。這場地震對馬拿瓜造成極大的損害，估計死亡人數4,000至11,000人不等，20,000人受傷，超過30萬無家可歸 。這場地震的破壞與隨後1980年代的尼加拉瓜內戰對於馬拿瓜的城市發展造成不利的局面，到1990年代中期才開始重建與復甦。